# دامداما
دامداما (بالفارسية: دامداما) هي قرية تقع في أذربيجان الغربية في إيران. يقدر عدد سكانها بـ 455 نسمة بحسب إحصاء 2016.